# André Léotard
Pour les articles homonymes, voir Léotard.
André François Louis Léotard, né le 3 septembre 1907 à Fréjus et mort le 4 janvier 1975 dans le 16e arrondissement de Paris, est un haut fonctionnaire et un homme politique français.

## Biographie

### Famille
Issu d'une famille originaire du Var et des Alpes-Maritimes, André Léotard est le fils d'Albert Baptistin Léotard (1878-1936) et de Marie Joséphine Ottou (1885-1975).
Marié à Antoinette Tomasi, originaire de Haute-Corse, fille d'Ange Tomasi (pionnier de la photographie), ils ont eu sept enfants, quatre filles et trois garçons, dont Philippe Léotard et François Léotard.
Ancien monarchiste et passionné de grande littérature française, il élève ses enfants dans le culte de Charles Maurras.

### Jeunesse et études
André Léotard étudie à l'université d'Aix-Marseille puis à l'université de Paris. Il est titulaire d'un doctorat en droit.

### Parcours professionnel
André Léotard commence sa carrière dans l'administration. En 1932, il est reçu au concours de rédacteur du ministère des Finances. Il est ensuite nommé conseiller référendaire à la Cour des comptes.

### Parcours politique
Au début de son mandat de maire de Fréjus, il doit faire face à la catastrophe de la rupture du barrage de Malpasset, le 2 décembre 1959, qui fait 423 victimes. Une polémique s'en est suivie, le rendant responsable de la catastrophe alors qu'il venait tout juste d'accéder à la mairie. Son fils François motivera son engagement en politique pour « laver l'honneur de son père ».
Il est inhumé au cimetière Saint-Léonce de Fréjus.
- Maire de Fréjus de 1959 à 1971.
- Conseiller général du Var de 1961 à 1967[7]

## Hommages
- Une avenue et un collège à Fréjus portent le nom d'André Léotard.
- Le sculpteur Pétrus a réalisé en 1981 le plâtre de son buste à la demande de François Léotard, député-maire de Fréjus.